# Талант
Тала́нт — выдающиеся природные (врождённые) способности человека, проявляемые в определённой сфере деятельности.

## Происхождение термина
Слово происходит от меры веса «талант» — наивысшей весовой единицы в греческой системе мер. В Новом Завете содержится «Притча о талантах», в которой говорится о трёх рабах, получивших на хранение от хозяина таланты серебра. Первый и второй раб употребили их в дело и приумножили. Третий же закопал свой талант в землю и не принес никакого дохода. Отсюда происходит и выражение «зарывать талант в землю».

## Общие сведения
Талант обусловливает высокий уровень развития способностей, которые дают человеку возможность успешно, самостоятельно и оригинально выполнить определённую деятельность. Такая совокупность способностей позволяет получить продукт деятельности, отличающийся новизной, высоким уровнем исполнения и общественной значимости.
Первые признаки таланта могут оказаться уже в детском возрасте, вместе с тем талант может проявиться и позже. Талант может проявиться в различных сферах человеческой деятельности в области музыки, литературы, естественных наук, техники, спорта, в организаторской и педагогической деятельности, в различных видах производства.
Сочетание способностей, которые являются основой таланта, в каждом случае бывает особым, присущим только определённой личности.
Различаются определённые типы таланта, которыми обладают люди в той или иной степени. В начале 1980-х годов Говард Гарднер написал книгу «Структура разума: теория множественного интеллекта», в которой он определил семь типов таланта, интеллекта:
- вербально-лингвистический (отвечает за способность писать и читать, присущ журналистам, писателям и юристам);
- цифровой (характерен для математиков);
- пространственный (присущий дизайнерам и художникам);
- физический (им наделены спортсмены и танцоры, эти люди легче обучаются на практике);
- личностный (его также называют эмоциональным; отвечает за то, что человек говорит сам себе);
- межличностный (люди с этим талантом часто становятся политиками, ораторами, торговцами, актерами);
- талант окружающей среды (этим талантом бывают наделены дрессировщики, земледельцы).